# El Carmen de Bolívar
El Carmen de Bolívar és un municipi del departament de Bolívar, Colòmbia, situat en el sistema orogràfic dels Montes de María, sent la població més gran, així com la que concentra el moviment econòmic i comercial de la subregió. Està a 120 km al sud-est de Cartagena d'Índies. És el tercer municipi més importante del departament i important centre agrícola, considerada "el rebost agrícola i alimentari del departament de Bolívar" per ser un gran proveïdor a tot del departament de productes, especialment d'alvocat, tabac, cacau, plàtan, nyam i ajonjolí. També se'l coneix com la Ciutat Dolça de Colòmbia ja que una part de la seva economia és basada en el processament d'aliments com les Galetes Chepacorinas, Casadilla de Coco, Panochas, entre d'altres.
Quant a infraestructura de transport, la seva posició geogràficament privilegiada ho fa propici per a la construcció d'un Port sec. Ja que connecta al Carib Colombià amb els Santanderes per mitjà de la Ruta del Sol, d'igual forma és punt clau de connexió de l'occident del país cap als grans ports de Barranquilla i Cartagena per la Troncal d'Occident; i per mitjà de la Transversal Montes de María comunica aquesta important artèria viària nacional amb el Golf de Morrosquillo.
En la segona meitat del segle xix adquireix importància estratègica i econòmica en iniciar-se el comerç de productes agrícoles com el tabac i el cafè a través de Port de Zambrano, sobre el riu Magdalena cap al Lloc de Barranquilla, la qual cosa li va permetre convertir-se en uns dels principals centres exportadors del país fins a la primera meitat del segle xx.

## Economia
El Carmen de Bolívar és un municipi majorment Agrícola; aquesta fomenta el creixement econòmic del municipi en general. els principals productes i exportacions són alvocat, tabac, cacau, ajonjolí (sèsam), iuca, nyam, blat de moro i altres productes de pancoger.
A més, de l'agrícola; està el sector ramader i pecuari: bestiar boví, cavallí, asnal, boví, etc. i Minerals: carbó, calcària i gas natural sense cap explotació (Zona Baixa Muntanya).
El 55,1% del total d'empreses urbanes i municipals són de tipus comercial, el 28,7% són empreses de serveis, el 15,1% són empreses industrials, el 1,1% són empreses d'altres sectors de l'economia.

## Història
El 6 d'agost de 1776, complint l'ordre del governador de la Província de Cartagena, Antonio de la Torre i Miranda va fundar el Lloc de La nostra Senyora del Carmen, reunint les persones disperses de les muntanyes i assenyalant solars i construint una capella. Aquest és el veritable origen de la població actual.

## Gastronomia
El Carmen de Bolívar es caracteritza per l'alvocat carmero i la chepacorina.
- La Chepacorina: és una galeta a base de formatge, farina, sucre, llet la producció de la qual s'ha convertit en una indústria generadora d'ocupació. El seu nom neix de l'autora, Josefa Corina Ríos Torres, coneguda en la població com Chepa Corina, qui la va idear en 1947. És venuda en carrers, cases, establiments públics i en el sector conegut "Gambotico".
- La Casadilla de Coco: és una petita galeta amb una coberta de coco acamerizado. que le potencializa el seu sabor.
- Panochas
- Dolç de Nyam

## Festa Major
Se celebren les festes majors del 7 al 17 de juliol anualment amb la Trobada Nacional de Bandes de Porro i Clarinets. Aquestes festes comunament comencen amb una alborada musical realitzada per una banda de música de vent.
Encara que la religiositat és el factor més important en aquestes celebracions que reuneix propis i estranys, les accions culturals que s'han agrupat al voltant d'aquestes festes que han permès la transformació del cultural les fan úniques. Cada any arriben fins al Santuari Arquidiocesano La nostra Senyora del Carmen (on es troba la imatge de la verge de la muntanya carmelo) a propis i estranys, per a donar-li gràcies i ratificar la seva fe cristiana.
Els romiatges es ballen i canta amb la seva patrona la qual no és aliena a la dansa, perquè és portada a coll al ritme d'un porro sabaner. En les nits de novena, després d'acabar de toca la banda de vent que es col·loca en l'atri del Santuari. La gent es reuneix en el centre de la ciutat per a "jugar" o simplement veure les tradicionals Boles de Candela. Els dies 15, 16 i 17 es fa crema de castells i les anomenades "vaques boges".